# Fontaine-lès-Dijon
Fontaine-lès-Dijon é uma comuna francesa na região administrativa da Borgonha-Franco-Condado, no departamento de Côte-d'Or. Estende-se por uma área de 4,49 km². Em 2010 a comuna tinha 9 049 habitantes (densidade: 2 015,4 hab./km²).750 hab/km².